# Willis Allen

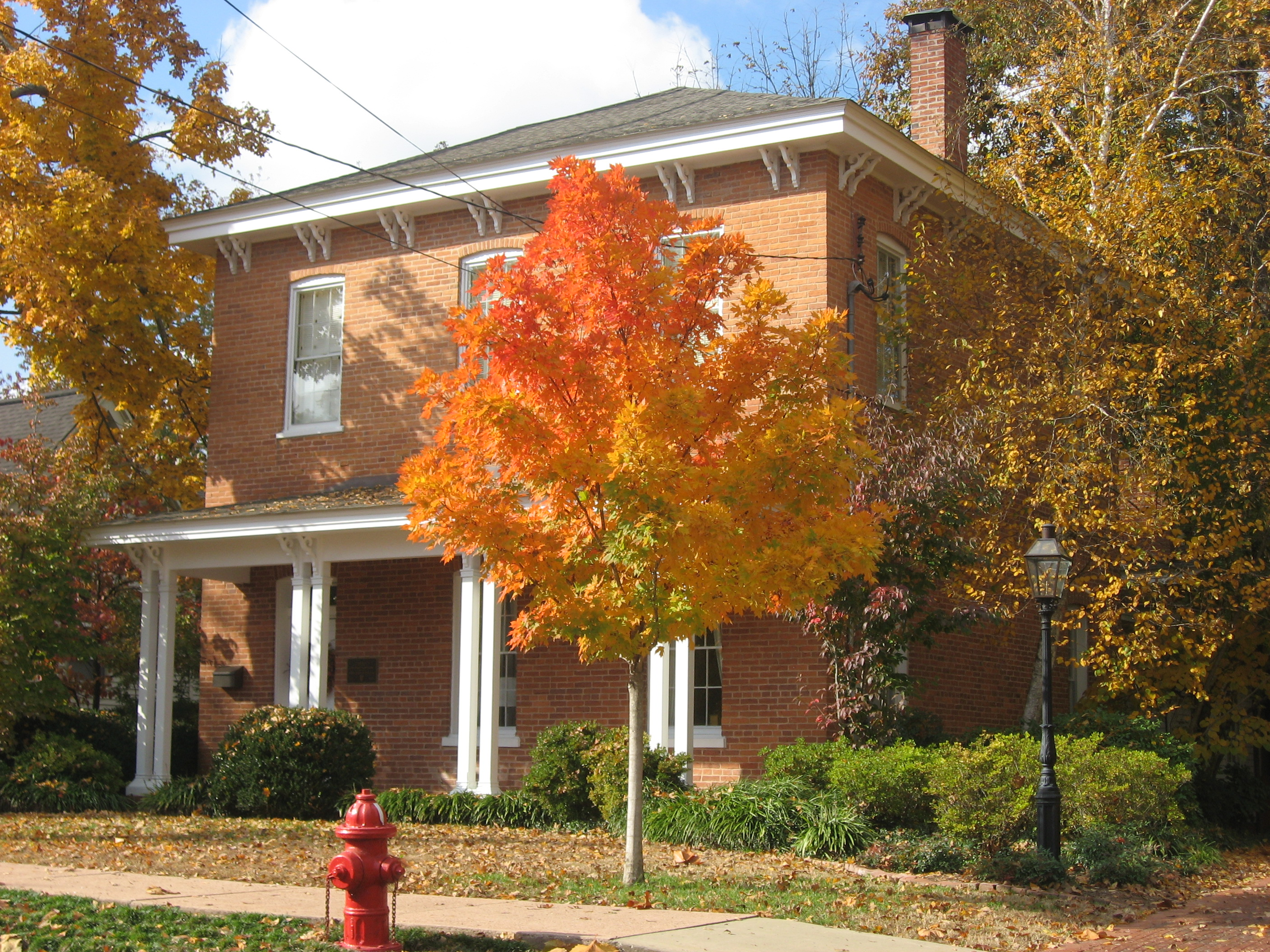
Vorderseite und Nordseite des Willis Allen House in der 514 S. Market Street in Marion, Illinois, Vereinigte Staaten. Es wurde 1854 erbaut und ist im National Register of Historic Places aufgeführt.

Willis Allen (* 15. Dezember 1806 bei Roanoke, Virginia; † 15. April 1859 in Harrisburg, Illinois) war ein US-amerikanischer Politiker. Zwischen 1851 und 1855 vertrat er den Bundesstaat Illinois im US-Repräsentantenhaus.

## Werdegang
Willis Allen besuchte die öffentlichen Schulen seiner Heimat. Danach unterrichtete er selbst für einige Zeit als Lehrer. Er zog zunächst in das Wilson County in Tennessee. Seit 1830 lebte er im Franklin County in Illinois. Nach einem Jurastudium und seiner Zulassung als Rechtsanwalt begann er in Marion in diesem Beruf zu arbeiten. Zwischen 1834 und 1838 war er Sheriff in seinem Bezirk. Gleichzeitig schlug er als Mitglied der Demokratischen Partei eine politische Laufbahn ein. Von 1838 bis 1840 saß er als Abgeordneter im Repräsentantenhaus von Illinois; zwischen 1844 und 1847 gehörte er dem Staatssenat an. 1841 wurde Allen Staatsanwalt für den ersten Gerichtsbezirk von Illinois. In den Jahren 1847 und 1848 war er Delegierter auf einer Versammlung zur Überarbeitung der Staatsverfassung.
Bei den Kongresswahlen des Jahres 1850 wurde Allen im zweiten Wahlbezirk von Illinois in das US-Repräsentantenhaus in Washington, D.C. gewählt, wo er am 4. März 1851 die Nachfolge von John Alexander McClernand antrat. Nach einer Wiederwahl konnte er bis zum 3. März 1855 zwei Legislaturperioden im Kongress absolvieren. Seit 1853 vertrat er dort den damals neu eingerichteten neunten Distrikt seines Staates. Seine Zeit im Kongress war von den Ereignissen im Vorfeld des Bürgerkrieges geprägt. Im Jahr 1854 verzichtete er auf eine weitere Kandidatur.
Nach dem Ende seiner Zeit im US-Repräsentantenhaus praktizierte Willis Allen wieder als Anwalt. Seit dem 2. März 1859 war er Richter im 26. Gerichtsbezirk von Illinois. Er starb am 15. April 1859 während einer Gerichtsverhandlung in Harrisburg. Sein Sohn William (1829–1901) wurde ebenfalls Kongressabgeordneter.